# Yunndaga
Yunndaga is een spookdorp in de regio Goldfields-Esperance in West-Australië.

## Geschiedenis
Midden de jaren 1890 werd goud gevonden in de streek. Een kleine goldrush ontstond en Menzies werd gesticht. Het 'Octagon Syndicate' registreerde verschillende claims waaronder de 'Royal Group' zes kilometer ten zuiden van Menzies. Dit zou de Yunndaga-goudmijn worden.
In 1897 werd een spoorweg tussen Kalgoorlie en Menzies aangelegd, met verscheidene nevensporen (Engels: sidings) waaronder een in Yunndaga. In 1973 werd het nevenspoor van Yunndaga afgebroken.
Een tijdelijk dorp ('Business and residence subdivision') werd ontwikkeld en Woolgar genoemd. Toen het er in 1904 naar uitzag dat Woolgar blijvend bewoond bleef, vroeg de overheidsverantwoordelijke voor de mijnen van de streek ('mining warden') om het dorp te erkennen. In maart 1904 werd Yunndaga officieel gesticht. De naam is Aborigines van oorsprong en werd gekozen omdat er in Queensland reeds een plaats met de naam Woolgar bestond.
In 1906 waren in het dorp twee hoefsmeden, een winkel en het 'Royal Group Hotel' actief. Yunndaga telde in 1936 nog een vijftigtal inwoners.
Van 1995 tot 1998 werd in de Yunndaga-goudmijn goud in dagbouw gewonnen.

## 21e eeuw
Yunndaga maakt deel uit van het lokale bestuursgebied (LGA) Shire of Menzies waarvan Menzies de hoofdplaats is. In 2020 werd door de onderneming 'Kingwest Resources' naar goud geboord in Yunndaga. Er werd goud gevonden op meer dan 700 meter diepte.

## Ligging
Yunndaga ligt aan de Goldfields Highway, 717 kilometer ten oostnoordoosten van de West-Australische hoofdstad Perth, 124 kilometer ten noorden van Kalgoorlie en 7 kilometer ten zuiden van Menzies.
De spoorweg tussen Kalgoorlie en Leonora loopt langs Yunndaga. Het betreft een goederenlijn van Arc Infrastructure.

## Klimaat
Yunndaga kent een warm woestijnklimaat, BWh volgens de klimaatclassificatie van Köppen.